# جاستن هولبرووك
جاستن هولبرووك (بالإنجليزية: Justin Holbrook)‏ هو لاعب دوري الرغبي أسترالي، ولد في 13 يناير 1976.